# Madracis fragilis
Madracis fragilis is een rifkoralensoort uit de familie van de Pocilloporidae. De wetenschappelijke naam van de soort is voor het eerst geldig gepubliceerd in 2009 door Neves & Johnsson.